# 斯韦特兰娜·斯米尔诺娃-马尔钦克维奇
斯韦特兰娜·谢尔盖耶芙娜·斯米尔诺娃-马尔钦克维奇（俄语：Светла́на Серге́евна Смирно́ва-Марцинке́вич，羅馬化：Svetlana Sergeyevna Smirnova-Martsinkevich，1987年4月2日—），俄罗斯话剧、电影女演员。
斯韦特兰娜生于喀山，母亲伊琳娜·马尔钦克维奇（Ирина Марцинкевич）、父亲谢尔盖·斯米尔诺夫（Сергей Смирнов）都是话剧演员，亲戚中也有很多艺人。2009年毕业于圣彼得堡国立戏剧艺术学院（今俄罗斯国立舞台艺术学院），导师是谢苗·斯皮瓦克。
斯韦特兰娜2007年首次在电视剧中亮相。她在第一频道的电视剧《月之暗面》和《虚无之路》中出任女主角之后声名大振。在《月之暗面》中，她与母亲伊琳娜·马尔钦克维奇共同饰演护士卡佳·法捷耶娃，斯韦特兰娜饰演青年卡佳，而母亲饰演中年的卡佳。
斯韦特兰娜的丈夫是俄罗斯演员、导演鲁斯兰·纳纳瓦（Руслан Нанава）。